# 燃える煙るモナムール
「燃える煙るモナムール」（もえるけむるモナムール）は、日本のバンドTUBEの36枚目のシングルである。2001年7月4日発売。発売元はSony Records。

## 概要
前作から1週間ぶり、3か月連続となるシングル。
MVに坂本ちゃんが登場している。
本作までのシングルは全て廃盤になっている。
TUBEはこの年をもって17年間所属したSony Recordsを離れ、Sony Music Associated Recordsに移籍することとなった。
オリコンチャートは「IN MY DREAM」以来のTOP10圏外となった。

## 収録曲
| 全作詞: 前田亘輝、全作曲: 春畑道哉。 |                                         |           |            |                    |      |
| #                                    | タイトル                                | 作詞      | 作曲・編曲 | 編曲               | 時間 |
| 1.                                   | 「燃える煙るモナムール」                | 前田亘輝  | 春畑道哉   | 大島こうすけ、TUBE | 4:23 |
| 2.                                   | 「What'cha wanna do?」                  | 前田亘輝  | 春畑道哉   | TUBE               | 4:17 |
| 3.                                   | 「燃える煙るモナムール <真夏の夜の夢>」 | 前田亘輝  | 春畑道哉   | TUBE               | 4:49 |
| 合計時間:                            | 合計時間:                               | 合計時間: | 13:29      |                    |      |

## 収録アルバム
- Soul Surfin' Crew (#1,2、#1は原曲とwith BLOODEST SAXOPHONEの2曲)
- All Singles TUBEst -White- (#1)

## タイアップ
燃える煙るモナムール
- サークルKサンクス（現・ファミリーマート）「2001 サマーキャンペーン」CMソング

What'cha wanna do?
- テレビ朝日系「京都迷宮案内」主題歌